# منتخب جمهورية التشيك تحت 20 سنة لكرة القدم
منتخب جمهورية التشيك تحت 20 سنة لكرة القدم (بالتشيكية: Česká fotbalová reprezentace do 20 let)‏ هو ممثل التشيك الرسمي في المنافسات الدولية في كرة القدم في فئة كرة قدم تحت 20 سنة للرجال، يديريه اتحاد جمهورية التشيك لكرة القدم.